# Річі Самбора
Річі Самбора (англ. Richie Sambora, повне ім'я при народженні Річард Стівен Самбора, англ. Richard Stephen Sambora) — американський музикант, (гітарист) та автор пісень. Найбільш відомий став як гітарист американського рок-гурту Bon Jovi.

## Біографія
Річард Стівен Самбора народився 11 липня 1959 року у місті Перт-Амбой (штат Нью-Джерсі, США).
Захотів стати музикантом у 4 роки, після того, як переглянув шоу Еда Саллівана "The Ed Sullivan Show" із виступом The Beatles.
Першу гітару отримав у 12 років. Річі ніколи не брав уроків гри на гітарі і всі свої навики отримав сам.
У  Bon Jovi працював з 1984 до листопада 2014.

## Особисте життя
Був одружений з акторкою Гізер Локлір. Пара одружилась 17 грудня 1994 року у Парижі. Гізер подала на розлучення у лютому 2006 року. Розлучення відбулось 11 квітня 2007 року. У Самбори і Локлір є дочка Ава Елізабет Самбора (04.10.1997).
На сьогодні Річі зустрічається із австралійською гітаристкою Оріанті, з якою і займається музичною діяльністю. Їх проект RSO (Richie Sambora & Orianti) випустив три альбоми.
Мешкає у Лос-Анджелесі.

## Дискографія

### BON JOVI
- Bon Jovi (1984)
- 7800° Fahrenheit (1985)
- Slippery When Wet (1986)
- New Jersey (1988)
- Keep the Faith (1992)
- These Days (1995)
- Crush (2000)
- Bounce (2002)
- Have a Nice Day (2005)
- Lost Highway (2007)
- The Circle (2009)
- What About Now (2013)

### Desmond Child
- Discipline (1991, Elektra)

### Sher
- Cher (1987)

### Message
- Mercy (1980, unknown label)
- Message (1995, Long Island Records)
- Lessons (2000, Escape Music)
- Message Live (2006, Two Sun Songs)

### Shark Frenzy
- Shark Frenzy (2004, Sanctuary) Volume 1 1978 with Bruce Foster and Volume 2 1980/81.

### Сольні роботи
- Stranger in This Town (1991)
- Undiscovered Soul (1998)
- Aftermath of the Lowdown (2012)

### ORS
- Rise (2017) (EP)
- Making History (2017) (EP)
- Radio Free America (2018)